# (240697) Gemenc
(240697) Gemenc est un astéroïde de la ceinture principale.

## Description
(240697) Gemenc est un astéroïde de la ceinture principale. Il fut découvert le 1er avril 2005 à Piszkesteto par Krisztián Sárneczky. Il présente une orbite caractérisée par un demi-grand axe de 2,79 UA, une excentricité de 0,30 et une inclinaison de 7,1° par rapport à l'écliptique.

## Compléments